# Холмарк Ченъл
Холмарк Ченъл (на английски: Hallmark Channel) е телевизионен канал, който се разпространява в над 100 държави. Специализират се в излъчването на семейни сериали и филми. Във всички страни освен САЩ техен собственик е Ен Би Си Юнивърсъл. Излъчва романтични филми.